# 唐桑町
唐桑町（からくわちょう）は、宮城県本吉郡北東部にかつて存在した町。2006年（平成18年）3月31日、気仙沼市との新設合併により、新制気仙沼市となり、旧町域の住所にその名を残す。太平洋に面し、三陸海岸の中ほど、複雑な海岸線に富む唐桑半島上にあり、漁業を主な産業とする。岩手県陸前高田市との県境の町でもあった。

## 地理
三陸海岸の唐桑半島が町の大部分を占める。町の北部は陸前高田市に接し、広田湾の西側に位置する。南部は唐桑半島の先端部であり、気仙沼湾に通じる。西部は気仙沼市に属する大島の対岸であり、町の西境は大島と本州の間に大島瀬戸と呼ばれる海峡部に終わる。
唐桑半島は北上山系の延長にあり、北西より南東へ細長く海に突き出している。花崗岩質で、海岸部には大理石浜といわれる部分もある。海岸部では山が海に迫って狭く、岩礁や小島、岬に富む。尾根部は北部からだんだんに標高を減じ、太平洋に没して終わる。1964年6月1日, 陸中海岸国立公園（現・三陸復興国立公園）に編入され、1971年1月には海中公園にも指定された。町内には漁港16港を有する。
大島と向かう海岸部を九九鳴浜（くくなきはま）と称し、230メートルにわたって鳴り砂の砂浜が広がる。これは花崗岩質の砂岩による石英の多い砂が音を発するものである。
リアス式海岸のため津波の波高が高くなりやすく有史以来、たびたび津波の記録がある。近代の唐桑村・唐桑町は、1896年の明治三陸津波、1960年のチリ地震津波でそれぞれ大きな被害を受けた。
唐桑半島の中央に位置するのが早馬山。町内最高点は陸前高田市との境、標高520メートルの笹長根山である。

### 隣接していた自治体
- 気仙沼市
- 岩手県陸前高田市

## 歴史
唐桑の名は、陸奥国気仙郡唐桑として古代から使われていた。伝承によれば、この名は唐からの船が難船し、その積み荷であった桑に由来する。桑が植えられて広まったからとも、船が沈没して航海の障りになったからともいい、伝承に異同がある。続日本紀に初出し、700年蝦夷が海産物を朝廷に献上したとされる。奈良朝から次第に和人の移住がなされ、平安時代に入ると、土着した諏訪源氏にちなみ「諏訪荘」ともいわれるようになる。12世紀初頭以前：桃生郡の北部及び気仙郡の南部を合わせ本吉荘（元良荘とも）が成立。摂関家領荘園、のちに後院領（天皇直轄領）荘園となり、年貢運上を請け負った奥州藤原氏の拠点の一つとなり、藤原秀衡の四男、本吉冠者高衡の名字の地ともなった。奥州藤原氏滅亡の後、源頼朝が奥州奉行に葛西三郎清重を任じると、唐桑は葛西氏の郎党阿部氏の領するところとなり、北館、南館の二城がおかれた。以後400年阿部氏の支配が続いたが、葛西氏が豊臣秀吉に滅ぼされて終わった。関ヶ原の戦いの後、伊達政宗の仙台藩の一部となり、以後伊達氏を領主として幕末まで到った。
1868年陸奥国が分割されると、陸前国本吉郡の一部となった。仙台伊達氏は戊辰戦争の処罰として領地を失ったが、唐桑はこれに含まれ、高崎藩取締地とされた。
1869年廃藩置県により桃生県に属した。のち石巻県、登米県、一関県と帰属が変転し、1871年12月13日水沢県の一部となった。1874年11月23日磐井県に属し、翌1875年宮城県が成立するとその一部となる。唐桑、小原木の二村があったが、1889年の町村制施行に際し、両村は合併して唐桑村となった。1955年2月11日、町制が施行され唐桑町となる。
2003年2月より気仙沼市、本吉町、唐桑町は合併協議会設置準備会、5月には合併協議会を設け、合併に向けた協議を続けた。2004年11月までに決定されたところによれば、合併は1市2町を廃止し、新たに1市を置く新設合併であり、合併期日は2005年3月31日である。合併後の名称はすでに公募され、気仙沼市と内定している。しかし、その後本吉町議会において合併関連議案が否決され、合併協議会から離脱、気仙沼市と唐桑町の1市1町での合併となった。合併の期日は2006年3月31日と決定した。

### 沿革
- 1889年4月1日 - 町村制施行に伴い唐桑村，小原木村が合併して本吉郡唐桑村が成立。以後117年間、一度も合併を経験しなかった。
- 1955年2月11日 - 唐桑村が町制施行して唐桑町となる。
- 2006年3月31日 - 気仙沼市と合併して気仙沼市となる。

## 産業
遠洋漁業に力を入れた草分け的存在であり、現在も漁業を産業の中心とする。また自然を生かした観光業も行われている。他には水産加工業なども行われている。かつて遠洋マグロ漁が最盛期を迎えていた頃は「唐桑御殿」と呼ばれる広壮な入母屋作りの家屋が競うように建てられた。
町内には1984年に宮城県により整備され、2021年度に気仙沼市に移管された唐桑半島ビジターセンターがある。1896年の明治三陸地震や1960年チリ地震による津波で被害を受けた土地柄を反映し、日本で唯一、津波の疑似体験が可能な津波体験館施設が併設されたが、老朽化による改修工事により2022年6月26日で閉館することになった。

## 行政
- 唐桑町役場：唐桑町字馬場181-1
- 町長：佐藤和則（任期2005年4月19日まで）。

過疎化が進み、人口は減少傾向にある。2000年10月1日の国勢調査時は人口8841人であったが、2004年9月30日の人口は8514人である。世帯数は2252世帯（2000年）。

## 地域

### 教育
高等教育機関および後期中等教育機関は町内にない。町立中学校2校、小学校3校がある。
- 唐桑町立唐桑中学校
- 唐桑町立小原木中学校（閉校）
- 唐桑町立唐桑小学校
- 唐桑町立中井小学校（閉校）
- 唐桑町立小原木小学校（閉校）

## 交通
自動車が主な広域移動手段であり、隣接する両市へ国道45号が通じている。気仙沼へ出る道はかつては峠越えか海岸沿いの湾曲した道であったが、現在は国道45号の只越峠下に唐桑トンネルが開通している。
公共交通機関としては、気仙沼駅からバスがあり、45分ほどで町の南端部へ通じる。

### 鉄道
町内に鉄道はない。大船渡線が唐桑半島の西側を走り、気仙沼市に位置する鹿折唐桑駅と陸前高田市の陸前高田駅が最寄駅となっていた。
なお、2011年3月11日に発生した東日本大震災により大船渡線が不通となった。その後BRTによる復旧の際、気仙沼駅 - 盛駅間のメインルートは経路変更で当町域を含んだ海側を通るようになった。実態としてはバス停留所であるが、当町域内初の「駅」として唐桑大沢駅が開業した。

### 道路
- 一般国道
  - 国道45号
- 都道府県道
  - 宮城県道26号気仙沼唐桑線、宮城県道239号馬場只越線

### 港湾
- 御崎港

## 名所・旧跡・観光
- 大理石海岸 - 気仙沼市唐桑町
- 漁火パーク - 気仙沼市唐桑町、早馬山中腹
- 巨釜半造（陸中海岸国立公園）
- 御崎 (宮城県)（陸中海岸国立公園）
- 早馬神社 - 気仙沼市唐桑町